# Frederick Gowland Hopkins
Sir Frederick Gowland Hopkins (Eastbourne, 20 giugno 1861 – Cambridge, 16 maggio 1947) è stato un medico e biochimico britannico.

## Biografia
Fu fra i più importanti pionieri nello studio delle vitamine, degli amminoacidi e della biochimica delle contrazioni muscolari.
Nel 1906, indagando sui rapporti fra alimentazione e accrescimento, Hopkins maturò il concetto di fattori alimentari accessori, poi chiamati vitamine da Casimir Funk (1911).
Il suo contributo all'individuazione delle vitamine venne riconosciuto a lui ed a Christiaan Eijkman, con il premio Nobel per la medicina e la fisiologia del 1929.
Nel 1910, con S. W. Cole, isolò il triptofano, uno degli amminoacidi essenziali per la formazione delle proteine animali.
Nel 1921 scoprì il glutatione, la sostanza che maggiormente contribuisce al trasporto dell'idrogeno nelle ossidazioni biochimiche, ossia dei tessuti organici.
A Cambridge fu iniziato in Massoneria.